# Корбара (Италия)
Корбара (итал. Corbara) — коммуна в Италии, располагается в регионе Кампания, в провинции Салерно.
Население составляет 2534 человека, плотность населения составляет 370,3 чел./км². Занимает площадь 6,66 км². Почтовый индекс — 84010. Телефонный код — 081.
Покровителями коммуны почитаются святой апостол Варфоломей, празднование 24 августа, и святой Эразм.